# Crémery
Crémery är en kommun i departementet Somme i regionen Hauts-de-France i norra Frankrike. Kommunen ligger i kantonen Roye som tillhör arrondissementet Montdidier. År 2022 hade Crémery 128 invånare.

## Befolkningsutveckling
Antalet invånare i kommunen Crémery
| Referens: INSEE |